# 동원중학교 (대구)
동원중학교(東圓中學校)는 대한민국 대구광역시 수성구 만촌동에 있는 공립 중학교이다.

## 학교 연혁
- 1984년 2월 18일 : 동원중학교(東園中學校) 설립인가(30학급)
- 1985년 3월 1일 : 초대 김희주 교장 부임
- 1985년 3월 5일 : 제1회 입학식(신입생 627명)
- 1987년 3월 2일 : 사격부 창단
- 1988년 2월 12일 : 제1회 졸업식(졸업생 624명)
- 2000년 11월 10일 : 사격장 준공
- 2002년 3월 1일 : 남녀공학 실시
- 2021년 3월 1일 : 제16대 박준용 교장 취임
- 2021년 9월 1일 : 도서관현대화사업(느티도서관 개관)
- 2022년 2월 7일 : 제35회 졸업식(139명) 총 12,658명
- 2022년 3월 2일 : 제38회 입학식(139명)

## 참고 자료
- 동원중학교 - 한국교육학술정보원 학교알리미